# Banjo
Banjo (bandżo) – muzyczny instrument strunowy z grupy szarpanych.

## Budowa
Banjo posiada okrągłe pudło rezonansowe przypominające tamburyn. Struny (4-9) rozpięte są wzdłuż gryfu z progami. W banjo 5-strunowym piąta struna – krótsza – traktowana jest jako struna burdonowa i strojona jest od połowy gryfu.

## Rodzaje
- banjo 4-strunowe (banjo tenorowe, plectrum banjo);
- banjo 5-strunowe (banjo bluegrassowe), występujące w dwóch odmianach – z rezonatorem i bez (tzw. openback banjo);
- banjo 6-strunowe, strojone jak gitara;
- hybrydy banjo, takie jak: bandżola, banjolele (połączenie banjo i ukulele), mandobanjo (banjolina) będące połączeniem banjo i mandoliny;
- banjo elektryczne.

## Wykorzystanie i rola instrumentu
W niektórych stanach na południu USA jest niemal narodowym instrumentem, pospołu z gitarą rezofoniczną (Dobro) czy skrzypcami ludowymi (ang. fiddle).
W dwudziestoleciu międzywojennym i po drugiej wojnie światowej w Europie i w Polsce można było spotkać 8-strunową odmianę banjoliny, z krótkim gryfem, strojoną w stroju mandolinowym. Banjolina i banjola były popularne m.in. w kapelach miejskich, jak warszawska Orkiestra z Chmielnej.
Banjo 4-strunowe używane jest w muzyce celtyckiej oraz w tradycyjnym  jazzie.
Banjo 5-strunowe jest jednym z głównych instrumentów muzyki bluegrass i muzyki country. Używane jest, zwłaszcza odmiana bez rezonatora (openback), w muzyce folk i muzyce celtyckiej.
Banjo 6-strunowe używane jest w jazzie tradycyjnym i innych stylach muzyki popularnej.
Banjo elektryczne, występujące w różnych odmianach, dzięki przystawkom piezo i wykorzystywaniu m.in. interfejsu MIDI umożliwia uzyskiwanie brzmień zbliżonych do gitary elektrycznej i syntezatorów. Jednym z głównych eksperymentatorów w zakresie nowych brzmień banjo jest Béla Fleck i jego grupa The Flecktones.